# Bachia bicolor
Bachia bicolor (двоколірна бахія) — вид ящірок родини гімнофтальмових (Gymnophthalmidae). Мешкає в Колумбії і Венесуелі.

## Поширення і екологія
Двоколірні бахії мешкають в низовинах Центральної і Північної Колумбії та на крайньому заході Венесуели. Вони живуть в сухих тропічних лісах, серед опалого листя, каміння і повалених дерев, а також на прилеглих луках. Зустрічаються на висоті до 1200 м над рівнем моря.